# Gălețeanu
Gălețeanu – wieś w Rumunii, w okręgu Ardżesz, w gminie Poiana Lacului. W 2011 roku liczyła 126 mieszkańców.